# يوناس ميفيرت
جوناس ميفيرت (بالألمانية: Jonas Meffert)‏ (4 سبتمبر 1994 في ألمانيا - ) هو لاعب كرة قدم ألماني في مركز الوسط. شارك مع منتخب ألمانيا تحت 16 سنة لكرة القدم ومنتخب ألمانيا تحت 17 سنة لكرة القدم ومنتخب ألمانيا تحت 19 سنة لكرة القدم. أما مع النوادي، فقد لعب مع باير 04 ليفركوزن ونادي فرايبورغ ونادي كارلسروه.

## وصلات خارجية
- يوناس ميفيرت على موقع قاعدة بيانات كرة القدم.إي يو (الإنجليزية)
- يوناس ميفيرت على موقع بيانات كرة القدم. دي إي (الألمانية)
- يوناس ميفيرت على موقع Soccerway.com (الإنجليزية)
- يوناس ميفيرت على موقع عالم كرة القدم.نت (الإنجليزية)
- يوناس ميفيرت على موقع AS.com (الإسبانية)